# Storfolk og småfolk
Storfolk og småfolk är en norsk svartvit komedifilm från 1951 i regi av Tancred Ibsen. I huvudrollen som storbonden Per Oppigar'n ses Gisle Straume. Filmen bygger på fem berättelser av Hans Aanrud som Ibsen omvandlade till filmmanus. Fotografer var Ragnar Sørensen och Verner Jensen. Musiken komponerades av Sverre Bergh. Filmen hade premiär den 29 oktober 1951.

## Rollista
- Eva Strøm Aastorp – piga
- Grete Anthonsen – Astrid, dottern på Evenstad)
- Haakon Arnold – Lars Kampesveen
- Snefrid Aukland – kvinna
- Bjarne Bø – Per Høgåsen/berättare
- Edvard Drabløs – farfar
- Leif Enger – tjänare
- Johan Fillinger – pigans kavaljer
- Berit Fossum – Opsals fru
- Maria Hald – tjänsteflickan
- Ragnhild Hald – Anders Evenstads fru
- Harald Heide-Steen Jr. – Ola
- Thor Hjorth-Jenssen – dräng
- Joachim Holst-Jensen – en kringstrykare
- Øivind Johnssen – dräng
- Bjørn Jonson – dräng
- Emma Juel – äldre kvinna
- Ada Kramm – husfrun
- Tryggve Larssen – en kringstrykare
- Paul Magnussen – man
- Sigurd Magnussøn – domare
- Ole Oppheim – en dräng
- Lydia Opøien – Mari Smehaugen
- Halvor Schjelderup – Vesle-Jon
- Einar Sissener – Simen
- Astrid Sommer – Ane, tjänsteflicka
- Harald Heide Steen – Opsal
- Guri Stormoen – en tjänsteflicka
- Gisle Straume – Per Oppigar'n
- Einar Vaage – Anders Evenstad